# Kristallbergen

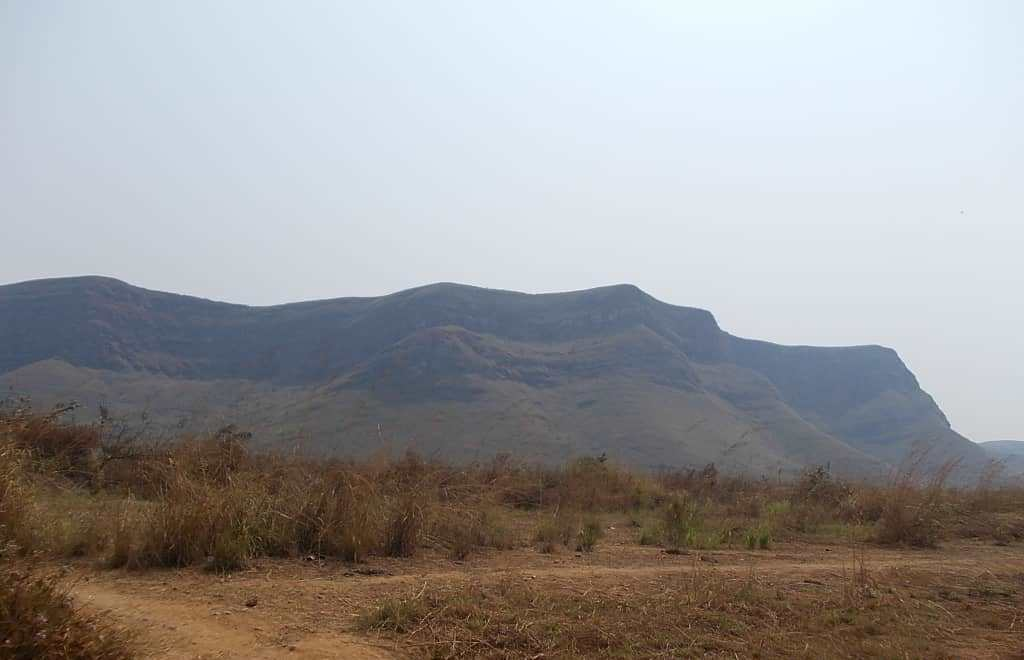
Kristallbergen.

Kristallbergen (franska: Monts de Cristal) är en bergskedja med låga berg och kullar, med alla toppar under 1 000 m ö.h. Bergskedjan löper parallellt med Atlantkusten i väst-centrala Afrika, genom länderna Ekvatorialguinea, Gabon, Kongo-Brazzaville, Kongo-Kinshasa och Angola.